# M45 motorway
Der M45 motorway (englisch für ‚Autobahn M45‘) ist eine kurze Autobahn in den Midlands von England. Sie dient als Zubringer zur Motorway M1 von Coventry heraus.
Diese Autobahn ist zusammen mit der M1 und der M10 die zweitälteste Autobahn Großbritanniens und wurde 1959 eröffnet. Sie wurde gebaut, um den Verkehr über bestehendes A-Straßen-Netz mehr effizient zu verteilen, da es damals keine anschließenden Autobahnen gab; die M45 nahm den Verkehr Richtung Birmingham und war das Gegenstück der M10 bei St Albans. 1972 wurde aber weiter nördlich die M6 freigegeben und die Mehrheit des Verkehrs wurde dort verlegt, sodass heute die M45 eine der wenigstens befahrenen Autobahnen des Vereinigten Königreiches ist.
Wenn man vom späteren Bau der Anschlussstelle bei Dunchurch und Montage der Schutzplanken auf dem Trennstreifen absieht, bleibt die Autobahn noch weit in ursprünglichem Zustand und wird noch von ursprünglichen Überführungen aus den 1950er Jahren überquert.